# Castrelo do Val

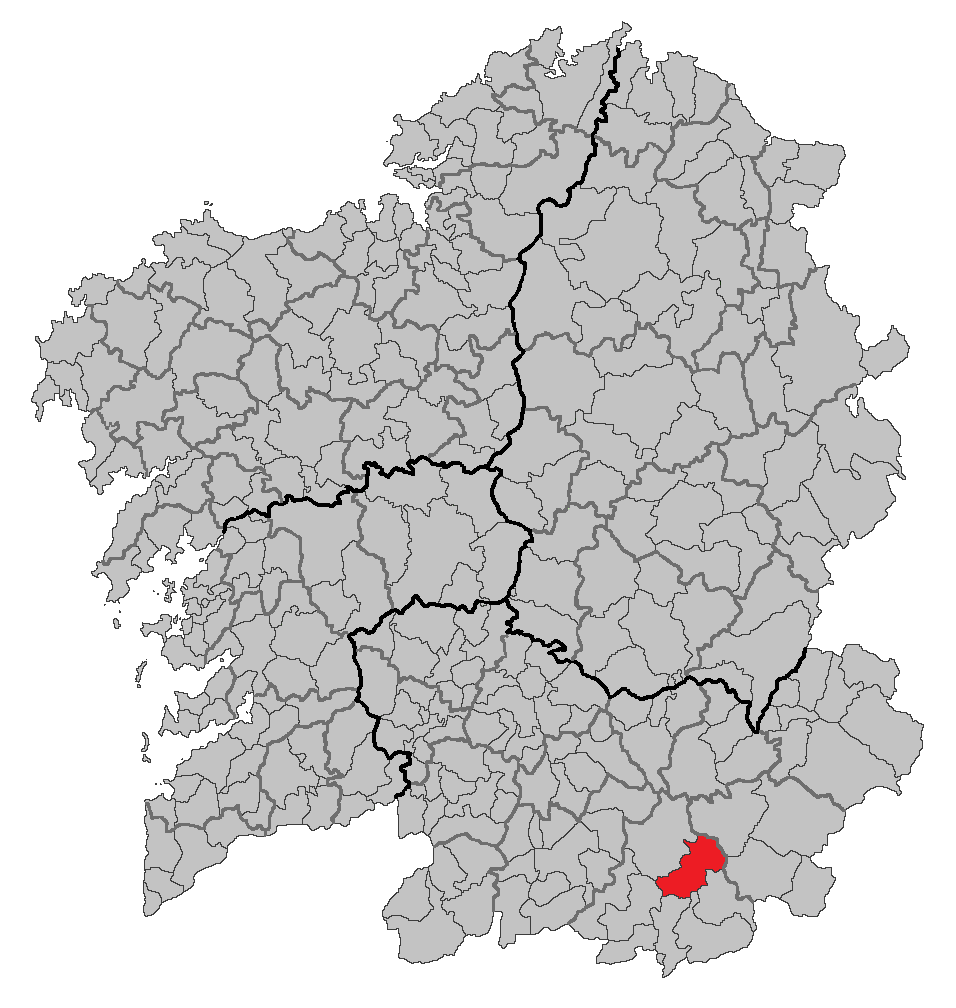
Localização de Castrelo do Val na Galiza.

Castrelo do Val (em espanhol, Castrelo del Valle) é um município da Espanha na província 
de Ourense, 
comunidade autónoma da Galiza, de área 122,05 km² com 
população de 1242 habitantes (2007) e densidade populacional de 10,08 hab/km².

## Demografia
| Variação demográfica do município entre 1991 e 2004 | Variação demográfica do município entre 1991 e 2004 | Variação demográfica do município entre 1991 e 2004 | Variação demográfica do município entre 1991 e 2004 |
| --------------------------------------------------- | --------------------------------------------------- | --------------------------------------------------- | --------------------------------------------------- |
| 1991                                                | 1996                                                | 2001                                                | 2004                                                |
| 1463                                                | 1327                                                | 1284                                                | 1239                                                |